# 大瀧酒造
大瀧酒造（おおたきしゅぞう）は、埼玉県さいたま市の酒類製造・販売業者。代表銘柄は『九重桜』である。

## 沿革
1884年（明治17年） 創業。

## 銘柄
日本酒
- 九重桜
  - 大吟醸 : 山田錦、精米歩合40%、日本酒度+4、酸度1.4。
  - 大吟醸平成ひろば
  - 純米吟醸酒 : さけ武蔵、精米歩合55%、日本酒度+3、酸度2.0。
  - 純米酒 : 美山錦、精米歩合60%、日本酒度+4、酸度1.6。
  - 特別本醸造 : 秋錦、精米歩合60%、日本酒度+1。
  - 本醸造 : 朝の光、精米歩合65%、日本酒度+2。
  - 本醸造手造り : 朝の光、精米歩合65%、日本酒度+2。
  - 生貯蔵酒 : 日本酒度+4。
  - ほんのり桜色 : 埼玉県産古代赤米使用、日本酒度-6、酸度1.6。
- 大吟醸古酒 瀧 : 山田錦100%、精米歩合45%。
- 大宮アルディージャ : 美山錦、精米歩合60%、日本酒度+4。